# Nathan Chen
Nathan Chen (Salt Lake City, 5 de mayo de 1999) es un deportista estadounidense que compite en patinaje artístico, en la modalidad individual.
Participó en dos Juegos Olímpicos de Invierno, obteniendo tres medallas, bronce en Pyeongchang 2018, por equipo, y dos de oro en Pekín 2022, individual y por equipo.
Ganó tres medallas de oro en el Campeonato Mundial de Patinaje Artístico sobre Hielo entre los años 2018 y 2021, y una medalla de oro en el Campeonato de los Cuatro Continentes de Patinaje Artístico sobre Hielo de 2017.
Consiguió la victoria en la Final del Grand Prix por tres años consecutivos: 2018, 2019 y 2020. Además, fue el ganador del Skate America en cuatro ocasiones (2017, 2018, 2019 y 2020) y del Skate Canada de 2021.
Estudió Estadística y Ciencia de datos en la Universidad de Yale. En 2019 fue nombrado «Deportista masculino olímpico del año» por el Comité Olímpico y Paralímpico Estadounidense.

## Palmarés internacional
| Juegos Olímpicos                     | Juegos Olímpicos            | Juegos Olímpicos  | Juegos Olímpicos |
| Año                                  | Lugar                       | Medalla           | Prueba           |
| ------------------------------------ | --------------------------- | ----------------- | ---------------- |
| 2018                                 | Pyeongchang (Corea del Sur) | Medalla de bronce | Equipo           |
| 2022                                 | Pekín (China)               | Medalla de oro    | Individual       |
| 2022                                 | Pekín (China)               | Medalla de oro    | Equipo           |
| Campeonato Mundial                   |                             |                   |                  |
| Año                                  | Lugar                       | Medalla           | Categoría        |
| 2018                                 | Milán (Italia)              | Medalla de oro    | Individual       |
| 2019                                 | Saitama (Japón)             | Medalla de oro    | Individual       |
| 2021                                 | Estocolmo (Suecia)          | Medalla de oro    | Individual       |
| Campeonato de los Cuatro Continentes |                             |                   |                  |
| Año                                  | Lugar                       | Medalla           | Categoría        |
| 2017                                 | Gangneung (Corea del Sur)   | Medalla de oro    | Individual       |